# Meloboris temporalis
Meloboris temporalis är en stekelart som först beskrevs av Szepligeti 1916.  Meloboris temporalis ingår i släktet Meloboris och familjen brokparasitsteklar. Inga underarter finns listade i Catalogue of Life.